# Malo Mraševo
Malo Mraševo je naselje v Občini Krško.